# جاي هووك
جاي هووك (بالإنجليزية: Jay Hook)‏ هو لاعب كرة قاعدة أمريكي، ولد في 18 نوفمبر 1936 في وكغن في الولايات المتحدة.

## وصلات خارجية
- جاي هووك على موقع دوري كرة القاعدة الرئيسي (الإنجليزية)
- جاي هووك على موقعبيزبول رفرنس.كوم (الدوري الرئيسي) (الإنجليزية)
- جاي هووك على موقعبيزبول رفرنس.كوم (الدوري الثانوي) (الإنجليزية)
- جاي هووك على موقع كلية كرة السلة في سبورتس رفرنس.كوم (الإنجليزية)